# All-Ireland Senior Hurling Championship 1919
L'All-Ireland Senior Football Championship 1919 fu l'edizione numero 33 del principale torneo di hurling irlandese. Cork batté Dublino in finale, ottenendo il settimo titolo della sua storia.

## Formato
Si tennero solo i campionati provinciali di Leinster e Munster, i cui vincitori avrebbero avuto accesso diretto all'All-Ireland, dove la vincitrice del torneo del Munster avrebbe sfidato Galway.

## Torneo
All-Ireland Senior Hurling Championship
| Limerick 31 agosto 1919 Semifinale | Cork | 3-8 – 0-2 | Galway | Markets Field |

| Dublino 21 settembre 1919 Finale | Cork | 6-4 – 2-4 | Dublin | Croke Park |